# Puente del Henares (Guadalajara)
El puente del Henares es un viaducto que cruza el río Henares a su paso por Guadalajara (España) y es la construcción más antigua que conserva la ciudad. Es uno de los pocos puentes andalusíes conservados actualmente en España.
Los cronistas del siglo XVII manifestaron el origen romano de este viaducto, aunque hoy se identifica la obra con los programas constructivos de Abd al-Rahman III.

## Descripción
Está realizado con piedra sillar en aparejo de soga y tizón. Consta de cuatro grandes ojos más otro menor en su lado occidental, sustentados por cuatro pilastrones angulares contracorriente y redondeados en sentido opuesto. Tiene además un aliviadero en forma de arco de herradura en una de sus pilastras.
Basilio Pavón realizó un estudio del puente en el que plasma los primeros levantamientos planimétricos –plantas y alzados– y los de composición paramental, identificando las diversas obras de reforma afrontadas en épocas posteriores.
Así, partiendo de la orilla inmediata a la ciudad, serían de obra califal los arcos 1 y 2 y los pilastrones A, B y D –este solo en su base–, y el macizo que se adentra en la terraza aluvial; de época medieval cristiana el arco 5; y del siglo XVIII los arcos 3 y 4 y pilastrón C. También propuso una restitución de su sección, dividiendo la calzada en dos tramos que alcanzaban el cenit en un punto intermedio: el arco 2, donde se alcanza una altura máxima de 10 metros sobre la lámina de agua; declinando sus planos hacia los extremos hasta alcanzar una longitud superior a los 117 metros.
Como resultado de la observación del pilar B, el más reforzado por los canteros cristianos durante el siglo XIII, concluyó que sobre este debería asentarse la torre que ellos mismos izaron para ubicar la puerta del Puente.
Cuando Pavón publicó estas hipótesis no conocía la existencia de las imágenes de la ciudad de Anton Van den Wyngaerde (1565) y los alzados de Bernardo Martínez (1628) y José de Arce (1742), por lo que no pudo tener en cuenta la información que aportaban y que en cierta medida puntualizan sus teorías. Como la ubicación de la torre que se asentó sobre el pilar C, la identificación de los huecos que alimentaban el caz del molino de Guadalajara y los arcos finales del extremo opuesto a la ciudad, que no pudo analizar por "la acumulación de aluvión y barrizales".

## Construcción
El puente de Guadalajara fue considerado como una obra de ingeniería romana, hasta que el arquitecto arabista Leopoldo Torres Balbás publicara en 1940 en la revista Al-Andalus el artículo: “El puente de Guadalajara” en el que fechó su construcción en la época califal, en los años de transición del siglo X al XI, advirtiendo de la singular disposición de sus pilastrones, de la tipología de su fábrica o la solución aportada para el aliviadero. Estas características de la arquitectura andalusí son herencia y reconocibles en las obras públicas de la Hispania romana.

## Reparaciones y alteraciones
Dada su antigüedad pero, sobre todo, la pertinaz acción devastadora de las crecidas del Henares, esta obra de ingeniería perdió estabilidad con el transcurso de los lustros, repitiéndose periódicamente iniciativas para su conservación y mantenimiento. De hecho, son muchas las noticias que arroja la documentación municipal sobre su estado y acciones reparadoras a lo largo de los siglos XVI y XVII.
Por ejemplo, ya contaba con deficiencias en 1595 cuando pasó por la ciudad el cardenal Alberto de Austria y que impedían el tránsito de mercancías pesadas por su calzada:
"...que los carros pasen por el bado questá adereçado para ello y la puente desta çoiudad está en peligro de manera que no puede sufrir carros cargados hasta que se rrepare…"
En 1628 el Concejo encargó un proyecto al maestro Bernardo Martínez en el que preveía la reparación del viaducto y la reforma de la torre que, a partir de ese momento, se remataría con un esbelto y moderno chapitel de pizarra, similar al que todavía cuenta el campanario de la concatedral de Santa María. No está claro si entonces se levantó el muro de contención que le sirve de apoyo en la orilla de la ciudad, o si solo se hacía constancia gráfica de su existencia. Quizá tras esta pared debe continuar la obra califal, soterrada una vez que el puente perdiera su perfil alomado y se trazara la calzada con una sola pendiente.
Años después, Francisco de Torres en su Historia de Guadalajara –manuscrito fechado en 1647–, sostenía:

La puente es lo más de ella de piedra toviza y de sillería muy bien labrada; es fortísima, pues desde el tiempo de los romanos se conserva sin demasiados reparos. Los arcos son muy vistosos y levantados, y los cuchillos y bastiones son famosos y eternos; la torre que la fortifica y hermosea, está en medio de ella, y su puerta en tiempo de los romanos lo era de la Ciudad. Tiene una inscripción esta torre a la mano derecha de ella, como se sale al campo; en la esquina que mira a Marchamalo hay dos piedras grandes a manera de escudos, una más alta que otra con sus letras latinas.

## Reconstrucción y ampliación
Durante los años centrales del siglo XVIII, la fenomenología atmosférica se caracterizó por abundantes y repetidas precipitaciones, que en Guadalajara se concretaron en forma de reiteradas crecidas del río Henares con efectos perjudiciales para el puente. En particular, cabe citar las ocurridas en 1739 y 1757, años en que la fuerza del extraordinario caudal afectó notablemente a la rosca de los arcos centrales, a los sillares del tajamar sobre el que asentaba la torre, al muro de contención y enlace con el puente de la Salinera y al zampeado.
Entonces, se contó con los informes de varios arquitectos, Mateo José Barranco y José de Arce, entre otros. Aunque no sería hasta el reinado de Carlos III cuando se afrontó su reconstrucción según proyecto Marcos de Vierna. En esta intervención se le privó de la torre y se reconstruyeron el pilar sobre el que se asentaba y los arcos inmediatos. La obra se terminó en 1776, tal y como puede leerse en la inscripción del monolito conmemorativo que aún recuerda la efeméride: "MARCO VIERNA OPUS DUCENTE // M D CC LXXVI".
Otro de los elementos que necesitaba de un escrupuloso mantenimiento es el zampeado que protege la cimentación de la erosión de las aguas. Se trata de un solado de grandes bloques de piedra, armado por una retícula de gruesas vigas de madera, que cubre el lecho del río en las inmediaciones del viaducto. La última gran intervención en este sentido se llevó a cabo en el verano de 1901, después de la publicación de la Real Orden de 19 de julio que aprobaba las obras.
En 1922 se ejecutó el proyecto de modernización del viaducto que había sido redactado años antes por el ingeniero Landelino Crespo y que tenía por fin ensanchar su paso hasta los diez metros. Para ello, se desmontó el antiguo pretil de piedra que acotaba su latitud, se asentaron sobre la calzada unas formas de hormigón de mayor dimensión para crear un capaz tablero de rodadura y se colocaron barandillas de hierro forjado y farolas de iluminación eléctrica en las aceras. El 4 de noviembre de aquel año se realizó satisfactoriamente la prueba de carga que permitía su apertura al tráfico.
El 3 de junio de 1931 el puente fue declarado Monumento histórico-artístico,
razón por la que hoy sigue siendo una construcción protegida como Bien de Interés Cultural, con categoría de Monumento.
En 2008 se inauguró un nuevo puente de hormigón, inmediato y paralelo al histórico, que permite la contemplación del monumento. A diferencia de la primera obra, el proyectado por Carrascal Frías y Aguado Roca se ha resuelto con un único arco de máximas luces, aunque su desarrollo arroja una menor longitud que el construido en el siglo X.